# Karl Ritter

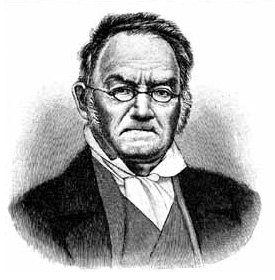
Karl Ritter

Carl Ritter (n. 7 august 1779, Quedlinburg, Saxonia-Anhalt, Germania – d. 1859, Berlin, Regatul Prusiei) a fost un geograf german, fost profesor la Universitatea din Berlin. Printre elevii săi s-au numărat Karl Marx, Friedrich Ratzel ș.a. Este considerat părintele geografiei moderne. A pus bazele geografiei politice, dezvoltate ulterior de Friedrich Ratzel. Cea mai importantă lucrare a sa este Geografia în 19 volume apărute între 1822 și 1859. O altă lucrare cunoscută a lui Ritter este Geografia comparată, publicată la Berlin în 1852.